# Изворът на живота
Изворът на живота (на английски: The Fountain) е американска научнофантастична романтична драма от 2006 година, режисирана от Дарън Аронофски. Премиерата на филма в САЩ и Канада се състои на 22 ноември 2006 година. В България е премиерно в кината от 9 март 2007 година.

## В България
В България филмът е излъчен на 1 октомври 2020 г. по Фокс с български дублаж, записан в Андарта Студио.
| Преводач            | Любина Ковачева                                                           |
| Редактор            | Мая Кисьова                                                               |
| Тонрежисьор         | Надежда Иванова                                                           |
| Режисьор на дублажа | Кирил Бояджиев                                                            |
| Озвучаващи артисти  | Вилма Карталска Цветослава Симеонова Христо Бонин Борис Кашев Емил Емилов |